# Mitsubishi Model A
Mitsubishi Model A — единственная модель автомобиля, созданного судостроительной компанией Mitsubishi, членом корпоративной группы Mitsubishi, которая в 1970-х создаст дочернее предприятие — крупнейшего автопроизводителя Mitsubishi Motors. Является первым серийным автомобилем, произведенным в Японии; всего в 1917—1922 годах было выпущено 22 экземпляра.

## История
Идея производить автомобили возникла в 1917 году. «Model A» была детищем Кояты Ивасаки, четвертого президента Mitsubishi, и племянника его основателя Ятаро Ивасаки. До этого компания не производила автомобили, хотя в 1915 году собирала итальянский лимузин Fiat Zero.

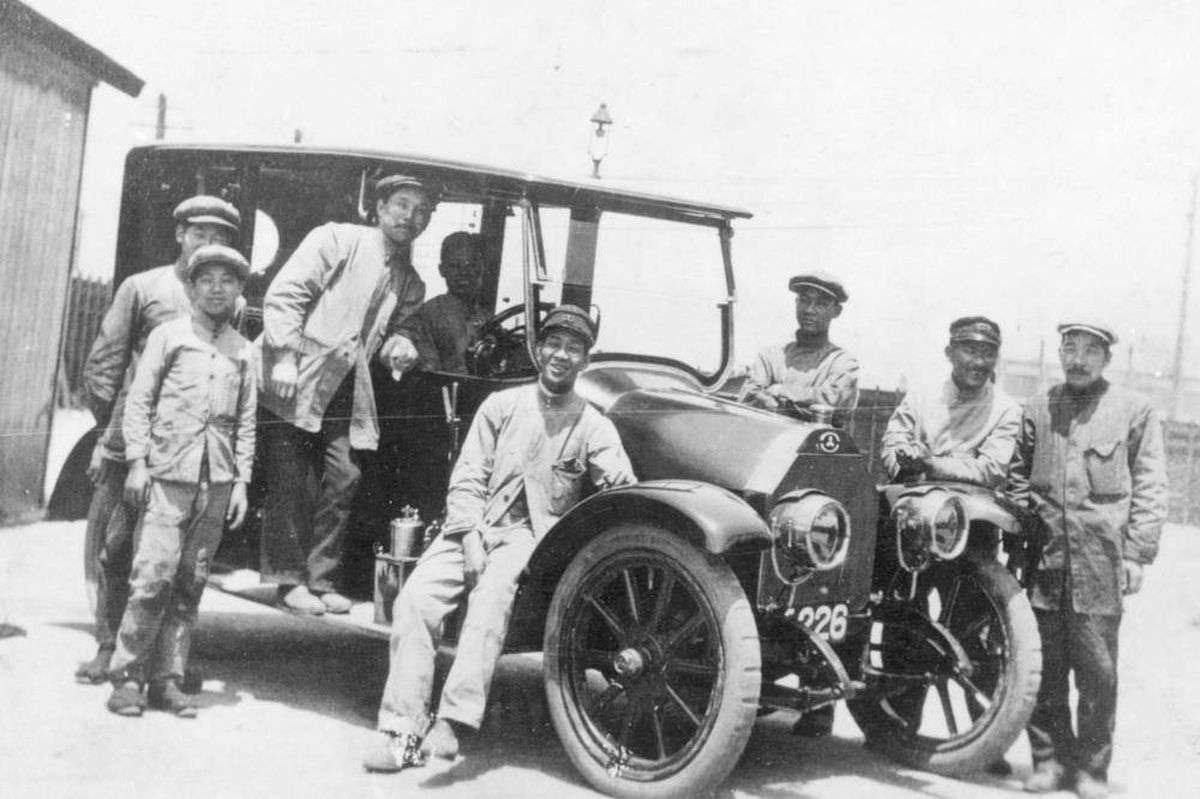
Mitsubishi Model A, фото 1917 года

В 1919 году «Model A» была представлена на выставке в Фукуока, в 1922 году на Выставке промышленности Японии. 
Модель была основана на итальянском автомобиле Fiat Tipo 3 — это был четырёхдверный семиместный седан, оснащенный 4-цилиндровым двигателем объемом 2,8-литра мощностью 35 л. с., приводящим в движение задние колеса, и способный развивать скорость до 60 миль в час (97 км/ч).
Задуманный как роскошный автомобиль для высокопоставленных правительственных чиновников и топ-менеджеров, он был очень дорог в производстве — собирался исключительно вручную, салон был отделан лакированным белым кипарисом и роскошной английской камвольной тканью.
Автомобиль не мог конкурировать с более дешёвыми американскими и европейскими машинами, и через четыре года производство было свёрнуто; компания по указанию государства занялось разработкой самолётов вместо автомобилей и только в 1932 году с созданием подразделения Fuso компания вернулась к производству грузовых автомобилей и автобусов, и до появления в 1960 году модели Mitsubishi 500 легковых автомобилей не выпускала.
Всего в 1917—1921 годах было построено 22 единицы автомобиля (из которых проданы только 12, причём по цене ниже себестоимости).
Ни один из 22 построенных экземпляров не сохранился; в музее компании стоит копия, созданная в 1972 году.
В 2017 году к 100-летию бренда был создан шоу-стоппер «Re-Model A» на платформе Mitsubishi Outlander, отдалённо напоминающий оригинал и получивший противоречивые оценки.